# 本頓鎮區 (愛荷華州卡斯縣)
本頓鎮區（英語：Benton Township）是位於美國愛荷華州卡斯縣的一個行政鎮區。

## 地方資料
根據2010年美國人口普查的數據，本頓鎮區的面積為89.43平方千米，當中陸地面積為89.36平方千米，而水域面積為0.07平方千米。當地共有人口171人，而人口密度為每平方千米1.91人。